# Audience royale de Santa Fe de Bogota
L'audience royale de Santa Fe de Bogota (en espagnol : Audiencia y Cancillería Real de Santa Fe de Bogotá) est la juridiction suprême de la Couronne espagnole sur le territoire du royaume de Nouvelle-Grenade. Elle est basée à Santa Fe de Bogota. Jusqu'à la constitution de la vice-royauté de Nouvelle-Grenade en 1718, son territoire appartient administrativement à la vice-royauté du Pérou.
L'Audience royale de Santa Fe de Bogota est créée en 1549. À l'origine, elle est chargée d'administrer et pacifier le territoire. De 1564 à 1717, elle est gouvernée par un président.

## Histoire
Suivant la demande de Gonzalo Jiménez de Quesada, Charles Quint accorde le titre de ville à Bogota le 27 juillet 1540.
L'audience royale est créée par la real cédula du 17 juillet 1549, elle a autorité sur les territoires couverts par les provinces de Santa Marta, Río de San Juan, Popayán, Carthagène des Indes et le plateau des Guyanes. Les provinces de Caracas, de Cumaná, Guayana et Maracaibo dépendront de l'audience de Santa Fe à plusieurs reprises mais en alternance avec la capitainerie générale de Saint-Domingue, dépendant de la Nouvelle-Espagne.
L'audience est un organisme qui administre la justice tout en étant responsable de l'administration et de la pacification du territoire. Sa première session a lieu le 7 avril 1550 dans une maison donnant sur la Plaza Mayor (aujourd'hui place Bolívar), le palais de justice de Colombie actuel. Les juges de l'audience sont appelés oidores.

### Liste des présidents de l'Audience royale de Santa Fe de Bogotá
- Vacant du 7 avril 1550 à 1554
- Gracián de Bribiesca, désigné en 1554, ne prit pas possession

1. Andrés Díaz Venero de Leyva (1564–1574)
2. Francisco Briceño (1575†)
3. Lope Díez Aux de Armendáriz (es) (1578–1580)
4. Francisco Guillén Chaparro, président encargado
5. Antonio González (1590–1597)
6. Francisco de Sande (1597–1602)
7. Juan de Borja y Arnau (1605–1628†)
8. Sancho Girón de Narváez (1630–1637)
9. Martín de Saavedra Galindo de Guzmán (es) (1637–1645)
10. Juan Fernández de Córdoba y Coalla (es) (1645–1652)
11. Dionisio Pérez Manrique de Lara (es) (1654–1659, 1660)
12. Diego de Egües y Beaumont (es) (1662–1664†)
13. Diego del Corro y Carrascal (es) (1666–1667)
14. Diego de Villalba y Toledo (es) (1667–1671)
15. Melchor de Liñán y Cisneros (1671–1674)
16. Francisco Castillo de la Concha (es) (1679–1685†)
17. Gil de Cabrera y Dávalos (es) (1686–1691, 1694–1703)
18. Diego Córdoba Lasso de la Vega (es) (1703–1710, 1711–1712)
19. Francisco Cossio y Otero (1710–1711)
20. Francisco Meneses Bravo de Saravia (es) (1712–1715)
21. Francisco del Rincón (es) (1717–1718)
22. Antonio de la Pedrosa y Guerrero (es) (1718–1719)
23. Jorge de Villalonga (1719–1723)
24. Antonio Manso Maldonado (es) (1724–1731)
25. Rafael de Eslava (es) (1733–1737)
26. Antonio González Manrique (es) (1738†)
27. Francisco González Manrique (es) (1739–1740)